# Canuto VI da Dinamarca
Canuto VI de Dinamarca (em dinamarquês:  Knud 6. Valdemarsen) (1163 — 1202) foi rei da Dinamarca de 1182 a 1202. Era filho de Valdemar I e de Sofia de Minsque. Durante seu reinado, os domínios da Dinamarca se espalharam até o rio Elba. Foi muito influenciado por seu tio-avô, o bispo Absalão de Roskilde, o qual é por muitos considerado o verdadeiro governante da Dinamarca nesse tempo.
Subiu ao trono logo após a morte de seu pai, em 1182, quando tinha 19 anos de idade. Pouco tempo depois de ascender ao trono, retomou o poder na Escânia, que havia se rebelado sob o mandato de Haroldo Skraenk, filho de Olavo II da Dinamarca.
Aconselhado por Absalão, Canuto se negou a renovar o compromisso de fidelidade com o Sacro Imperador Romando Frederico I, iniciado por Valdemar I. Conquistou a Pomerânia, país dos antigos vendos, Livônia (1196) e Holsácia. Em 1197, organizou uma cruzada à Estônia.
Seu reinado foi, para a Dinamarca, uma época de prosperidade. Depois de suas conquistas, deu-se a si mesmo o título de rei dos vendos (em latim: Rex Vendalorum; em dinamarquês: Vandernes Konge), que os reis seguintes da Dinamarca conservaram. Casou-se em 1177 com Gertrudes da Baviera, viúva do duque Frederico IV da Suábia e filha de Henrique, o Leão, duque da Baviera e Saxônia. Não tiveram filhos.